# Cừu đầu đoàn

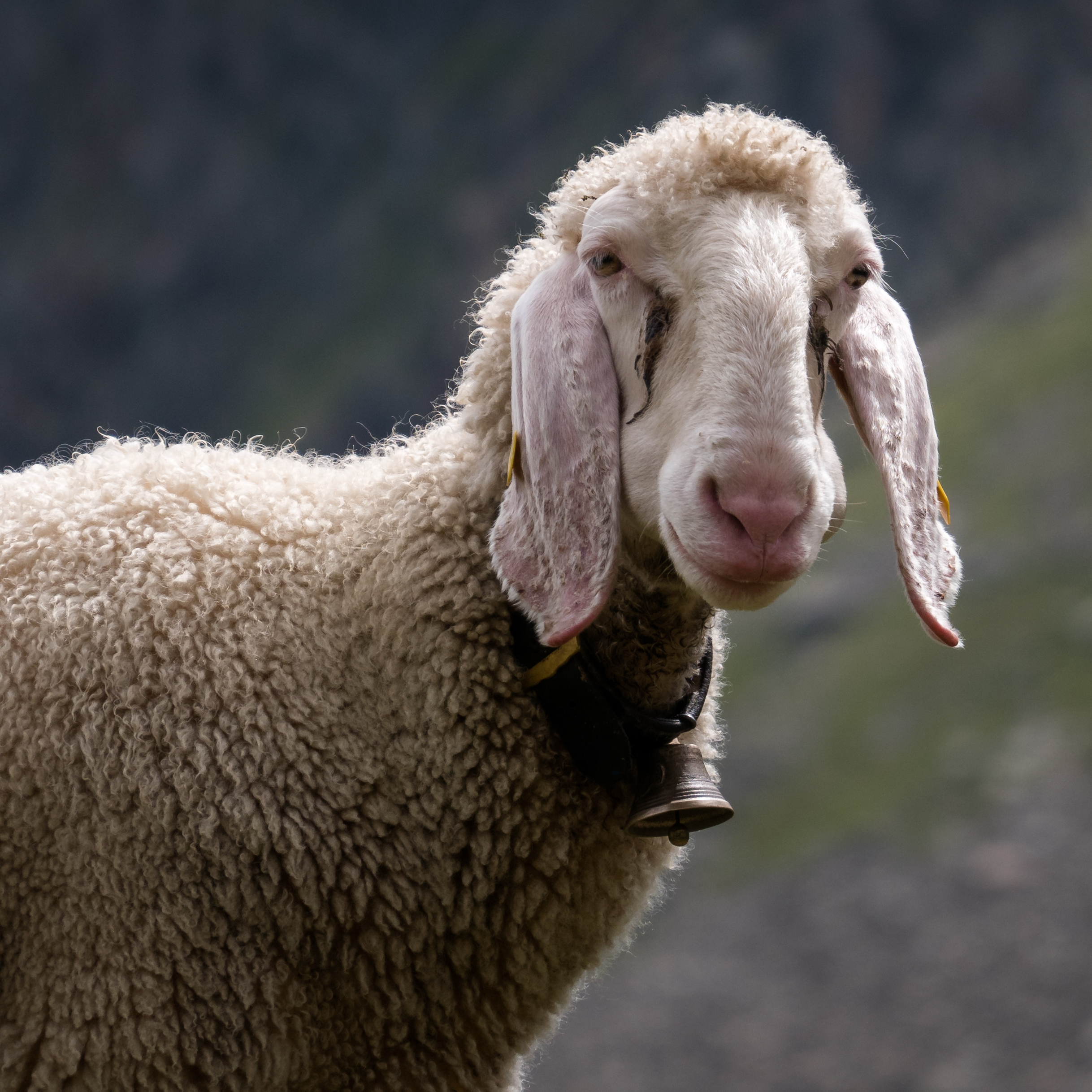
Một con cừu dẫn đoàn đeo chuông

Cừu dẫn đoàn hay Cừu đực đeo chuông (Bellwether) là tên gọi trong tiếng Anh ở phương Tây chỉ về một cá nhân dẫn dắt hoặc chỉ ra xu hướng hay còn gọi là một người định hướng. Thuật ngữ này bắt nguồn từ tiếng Anh thời kỳ Trung cổ là Bellwether gồm bell là cái chuông quanh cổ một con cừu đực bị thiến (wether) để nó kêu leng keng và dẫn cả đàn cừu đi theo. Sau đó, người chăn cừu có thể biết bầy cừu đang đi đâu và ở đâu bằng cách nghe thấy tiếng chuông, ngay cả khi bầy không cần phải nhìn thấy chúng. Như vậy, tên gọi này (được kết hợp bởi chữ "bell" và "wether") bởi nó gợi nhớ đến hình ảnh người chăn cừu thường xuyên đen chuông vào cổ những con cừu đầu đàn để xác định xem chúng đang ở đâu trên cánh đồng.

## Liên hệ

### Chính trị-xã hội
Trong chính trị, thuật ngữ này thường được áp dụng theo nghĩa ẩn dụ để mô tả một khu vực địa lý nơi các xu hướng chính trị phù hợp trong mô hình thu nhỏ của một khu vực rộng lớn hơn, sao cho kết quả của một cuộc bầu cử ở khu vực trước đây (hạt bầu cử) có thể dự đoán kết quả cuối cùng ở khu vực sau đó. Ví dụ, trong một cuộc bầu cử kiểu Westminster, một khu vực bầu cử, quyền kiểm soát của khu vực đó có xu hướng thường xuyên thay đổi, có thể phản ánh kết quả của cuộc bỏ phiếu phổ thông trên quy mô quốc gia. Những nơi này thường được gọi là các tiểu bang cừu đầu đoàn đeo chuông ("bellwether") được đặt tên theo cách gọi con cừu đầu đàn vốn đeo chuông nơi cổ nó đi hướng nào thì các con khác trong đàn cừu sẽ đi theo hướng đó.
Trong xã hội học, thuật ngữ này được áp dụng theo nghĩa tích cực cho một người hoặc một nhóm người có xu hướng tạo ra, ảnh hưởng hoặc thiết lập các xu hướng. Dù vậy, thuật ngữ cừu đầu đoàn không được sử dụng nhiều để ca ngợi những cá nhân có tố chất lãnh đạo, giống như cách người ta hay sử dụng thuật ngữ sói đầu đàn (Alpha wolf) vì sự tương phản giữa bầy sói và đàn cừu. Những con sói đầu đàn là những kẻ mạnh nam tính vươn lên dẫn đầu và lãnh đạo bầy sói, có khả năng ra quyết định cho bầy đàn mình. Trái ngược lại thì những con cừu đực đầu đàn ở giống cừu nhà thực chất là những con cừu đã bị thiến, được con người chăn dắt, không có vai trò ra quyết định gì cả, nó có vị trí lãnh đạo đàn mà được người chăn chiên cho đi hàng đầu để dễ bề sai khiến cả đàn vì tâm lý bầy cừu thì chỉ biết ngoan ngoãn bám theo con đi trước mà không cần biết đi đâu và làm gì.

### Chứng khoán

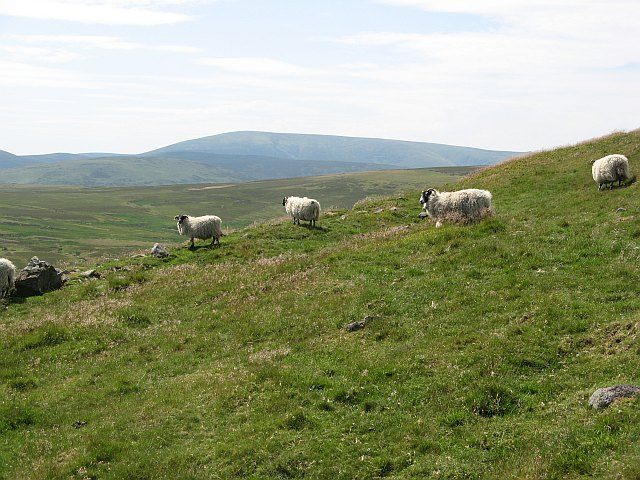
Một đàn cừu được đeo chuông rồi thả trên cánh đồng

Trong thị trường chứng khoán, cừu đực đeo chuông (Bellwether) còn gọi là cổ phiếu chủ đạo hay chứng khoán đầu đàn và Bellwether được gọi là cổ phiếu chủ đạo là một sự kiện hoặc chỉ báo (sigh) cho thấy sự hiện diện có thể có của một xu hướng thị trường. Chứng khoán đầu đàn được xem như là kim chỉ nam của chiếu hướng thị trường để đánh giá một sự kiện hay chỉ báo cho thấy khả năng hiện diện của một xu hướng nào đó. Nhà phân tích chỉ cần xem xét các biểu hiện của một số công ty/cổ phiếu và trái phiếu nào đó là đã có thể chỉ ra được tình trạng của nền kinh tế và thị trường tài chính bởi vì các biểu hiện của chúng có mối tương quan chặt chẽ đến một xu hướng nhất định nào đó. Các công ty đầu đàn hay doanh nghiệp dẫn dắt (Bellwether companies) thường là những người dẫn đầu thị trường trong các lĩnh vực tương ứng.
Một cổ phiếu được coi là cổ phiếu chủ đạo là một chỉ báo hàng đầu về hướng đi trong một lĩnh vực, một ngành hoặc thị trường nói chung. Do đó, cổ phiếu đầu đàn đóng vai trò là hướng dẫn ngắn hạn. Một cổ phiếu chủ đạo là cổ phiếu được sử dụng để đánh giá đặc điểm của thị trường nói chung. Từ kết quả kinh doanh của một số công ty/cổ phiếu và trái phiếu được các nhà phân tích xem xét và chỉ ra được tình trạng của nền kinh tế và thị trường tài chính vì kết quả của chúng có tương quan tốt với một xu hướng. Các công ty Bellwether thường là những người dẫn đầu thị trường trong các lĩnh vực tương ứng của họ và có thể được coi là "blue-chip". Do đó, các cổ phiếu về vận chuyển và đường sắt trong lịch sử là loại chuông tốt cho nền kinh tế Hoa Kỳ cho ra những tín hiệu tốt.
Trong nhiều năm, General Motors là một ví dụ về cổ phiếu chủ đạo với câu "Điều gì là tốt cho General Motors là tốt cho nước Mỹ". Trong lĩnh vực chứng khoán, chứng khoán IBM (International Business Machines) trong một thời gian dài được xem là kim chỉ nam (chứng khoán đầu đàn) bởi vì các nhà đầu tư thuộc tổ chức sở hữu rất nhiều chứng khoán này và những người này có nhiều khả năng kiểm soát cung và cầu trên thị trường chứng khoán. Các hoạt động mua bán của các tổ chức tài chính có khuynh hướng ảnh hưởng đến các nhà đầu tư nhỏ và do đó ảnh hưởng đến thị trường nói chung. Trong lĩnh vực trái phiếu, trái phiếu kho bạc dài hạn 20 năm được xem là trái phiếu đầu đàn (kim chỉ nam), nó biểu thị chiều hướng mà tất cả các trái phiếu khác có khả năng biến chuyển theo. JPMorgan Chase là một ví dụ về chứng khoán bellwether. Là một trong những ngân hàng lớn ở Hoa Kỳ, nó tạo ra tiếng vang cho phần còn lại của ngành.

### Kinh doanh
Chiến lược thâm nhập thị trường Mỹ của Sony là “Bắt con bò đầu đàn” đã trở thành huyền thoại trong giới kinh doanh khi học hỏi về câu chuyện chiến lược. Lúc này ông chủ tịch của Công ty đang suy nghĩ về nguyên nhân Công ty không thể thâm nhập thị trường Mỹ. Một hôm, ông tình cờ đi qua một bãi chăn thả gia súc. Khi mặt trời buổi chiều bắt đầu lặn xuống, có một đứa trẻ chăn bò dắt một con bò đực to đi về chuồng. Trên cổ con bò đó có buộc một chiếc chuông nhỏ, khi cái chuông kêu “leng keng, leng keng” thì một đàn bò rất đông ngoan ngoãn nối đuôi nhau đi theo sau con bò đực đầu đàn rồi đi vào chuồng. Một đàn bò vừa to vừa đông lại bị một đứa trẻ cao chưa đầy 1m thuần phục một cách dễ dàng, chính là bởi vì đứa trẻ ấy đã dắt được “con đầu đàn”, nếu Sony có thể tìm ra được cửa hàng “đầu đàn” như vậy để bán hàng thì chẳng phải là sẽ rất nhanh mở được con đường tiêu thụ tivi.
Qua tìm hiểu, xác định sẽ chọn doanh nghiệp bán hàng điện máy lớn nhất là công ty Maxilier làm mũi nhọn chủ chốt, sau nhiều lần thuyết phục, Sony cuối cùng đã chen chân được vào cửa hàng “đầu đàn” ở Chicago. Có công ty Maxilier làm con “đầu đàn” mở đường, hơn 100 cửa hàng khác của khu vực Chicago đã theo sau, yêu cầu được bán sản phẩm Sony. Không đầy 3 năm Sony đã chiếm lĩnh tới 3% thị trường khu vực Chicago. Do đã có “con bò đầu đàn” Chicago, thị trường tivi Sony ở các thành phố khác của Mỹ cũng được mở ra. Một ít cửa hàng ở 3 khu vực có tổng lượng tiêu thụ chiếm hơn 8 bang là những khách hàng đáng chú ý nhất, có khả năng tiêu thụ vô cùng lớn, có thể có tác dụng của “con đầu đàn”. Công ty Maxilier là “con đầu đàn” của ngành tiêu thụ sản phẩm điện máy ở Chicago, từ việc chú bé chăn bò, ông chủ tịch đã tìm ra được sự gợi ý và quyết định nắm bắt điểm mấu chốt của vấn đề, quyết tâm bắt được “con đầu đàn” để tivi Sony chiếm lĩnh thị trường Chicago.